# Kanesh
Kanesh (o Neša o anche Nesha, nella forma contratta più utilizzata in ittita) è un'antica città anatolica, oggi presso la località di Kültepe ('collina di cenere', in turco), nella provincia di Kayseri, Regione dell'Anatolia Centrale, in Turchia. La più vicina città moderna è Kayseri, circa 20 km a sud-ovest.
Il sito è noto soprattutto perché qui sono state trovate migliaia di tavolette d'argilla redatte in cuneiforme da mercanti della città di Ashur. Questi mercanti (detti tamkarum) operarono nella zona del kārum ("mercato") di Kanesh tra la fine del XX secolo e la prima metà del XVIII secolo a.C., fornendo una fonte di dati di prim'ordine sul commercio nell'antichità.
Un testo del 1400 a.C. circa racconta di una ribellione contro il regno del potente re accadico Naram-Sin (2254-2218 a.C.) e cita fra i diciassette re ribelli anche il re Zipani di Kaneš.
È Neša il luogo della scoperta delle più antiche tracce della lingua ittita; il più antico termine per indicare la lingua ittita è infatti nešili ('lingua di Neša').
Kaneš fu abitata quasi senza soluzione di continuità dal Calcolitico al periodo romano (I secolo a.C.).

## Storia

### Gli albori
La cittadella di Kaneš è stata abitata da almeno la metà del terzo millennio. La sua storia è più chiara grazie agli archivi paleo-assiri della prima metà del secondo millennio. Il re Zipani di Kaneš è uno dei primi re anatolici di cui sia giunta documentazione, il suo nome è ricordato in un resoconto del re accadico Naram-Sin su una battaglia svoltasi circa nel 2220 a.C. contro un'alleanza di 17 sovrani ribelli.

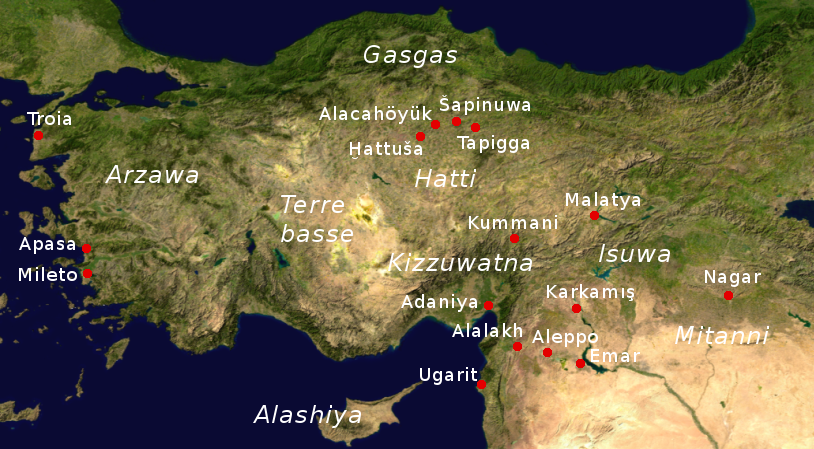
Kaneŝ e le altre città e regni ittiti

Se la storia di Kaneŝ dal punto di vista archeologico è divisa in quattro fasi corrispondenti ai quattro livelli di stratificazione dei reperti, le tavolette provengono per lo più dal II livello che corrisponde al periodo che va circa dall'anno 1945 al 1835 a.C., cioè dal regno di Erishum I a quello di Naram-Suen di Assiria.
Il re di Zalpuwa, Uhna, nel 1833, attaccò e distrusse Kaneŝ, divenuta probabilmente troppo importante nelle rotte commerciali con la Mesopotamia, trafugando l'idolo della città, la statua del dio "Sius".
Dopo una interruzione di circa 20 anni nella registrazione degli archivi, a causa probabilmente della necessità di riedificare la città e trovare una nuova stabilita politica, circa 400 tavolette sono state rinvenute nel livello Ib, corrispondente al periodo in cui Assur fu dominata dalla dinastia di Ekallatum, in particolare Shamsi-Adad I e suo figlio Ishme-Dagan (da circa l'anno 1800 al 1750 a.C.).
I sovrani nesiti noti che si avvicendano sul trono di Kanesh in questo periodo, tra il 1830 ed il 1750 ca., sono nell'ordine: Hurma, Bahanu, Inar e Waršama.
Una sola tavoletta, una lettera inviata da re Anum-hirbi di Mama (Ma'ama) al suo omologo re Waršama di Kanesh, proviene dagli archivi del Palazzo Reale (epoca livello Ib) nesita; le restanti informazioni provengono dagli archivi dei mercanti del karum, che forniscono i nomi di nobili e governanti locali all'epoca del livello Ib.

### Il commercio paleo-assiro
L'interesse principale legato agli scavi di Kanesh è legato al ritrovamento di migliaia di tavolette riguardanti gli affari commerciali dei mercanti assiri.
Le tavolette sono scritte con uno stile arcaico, semplificato, molto stretto e calcato, probabilmente le persone impiegate in questi commerci, sia uomini che donne, ricevevano una alfabetizzazione di base in patria. I documenti ritrovati sono sostanzialmente di tre tipi: "lettere", chiamate ṭuppum (tavolette) o našpertum (messaggi), che sono la maggior parte dei documenti e forniscono informazioni sui commerci e le persone coinvolte, "documenti legali" cioè contratti e documenti giudiziari, ed infine "liste, note e documenti privati", liste di debiti e spese e così via, alcuni testi storico - letterari (fra i quali particolarmente importante è il KEL = Kültepe Eponym List: testo di fondamentale importanza per la ricostruzione della cronologia di questo periodo, ritrovato in 4 più copie) ed infine pochi testi a carattere esoterico (incantesimi e formule rituali). Le corrispondenze erano così legate a discussione di affari, contratti commerciali, decisioni di tribunali su contenziosi commerciali, contabilità. Gli studi hanno permesso la ricostruzione graduale delle attività di questi mercanti e dei fitti e complessi rapporti che questi avevano con i vari regni e città vicine e più lontane.

#### Una rete di mercati
In Anatolia centrale il commercio assiro era basato su una rete di mercati (più che di "colonie") di cui Kanesh era il fulcro. Si possono distinguere nelle descrizioni dei testi due tipi di strutture: i karu (al singolare karum, in origine "porto", poi "mercato") e i wabaratum (forse postazioni militari a difesa di carovane e merci; al singolare, wabartum). Una trentina di queste strutture sono stati individuate tramite l'analisi dei testi delle tavolette, e alcuni sono stati individuati su siti archeologici: ad Acemhöyük, probabilmente la Burushattum antica, ed a Boğazköi l'antica Hattuša, dove è stata ritrovata la corrispondenza di un mercante assiro nella parte bassa della città ed anche ad Alishar (forse l'antica Amkuwa). Il karum di Kanesh era il più importante come attesta l'abbondanza di documentazione che vi è stata trovata. Qui si trovava l'autorità superiore di tutta la rete dei mercati, il bēt āli (prefettura o municipio) che era un'estensione in Anatolia dell'amministrazione assira, regolava i contenziosi commerciali, ma si occupava anche dei rapporti con i potentati indigeni e conservava un archivio centralizzato di documenti. Gli Assiri avevano stipulato trattati (māmītum) con i re anatolici di cui si è trovata copia nel karum, ed anche con i re dei territori attraversati dalle vie per l'Anatolia, una copia di questi è stata trovata a Tell Leilan/Shekhna nella Siria del nord. Compilati a nome della città di Assur questi trattati riguardano principalmente controversie commerciali, lo status giuridico degli assiri residenti nella loro città ospitante e le tasse da pagare. Ogni stato attraversato riscuoteva una tassa sulla merce trasportata ed in cambio garantiva la sicurezza delle vie commerciali. L'azione dello Stato di Assiria sull'attività commerciale dei suoi mercanti è quindi tutt'altro che trascurabile, cosa che indica l'importanza del commercio per quella città-stato.

#### I circuiti commerciali

Le rotte commerciali dei mercanti assiri tra Assur e il karum di Kanesh

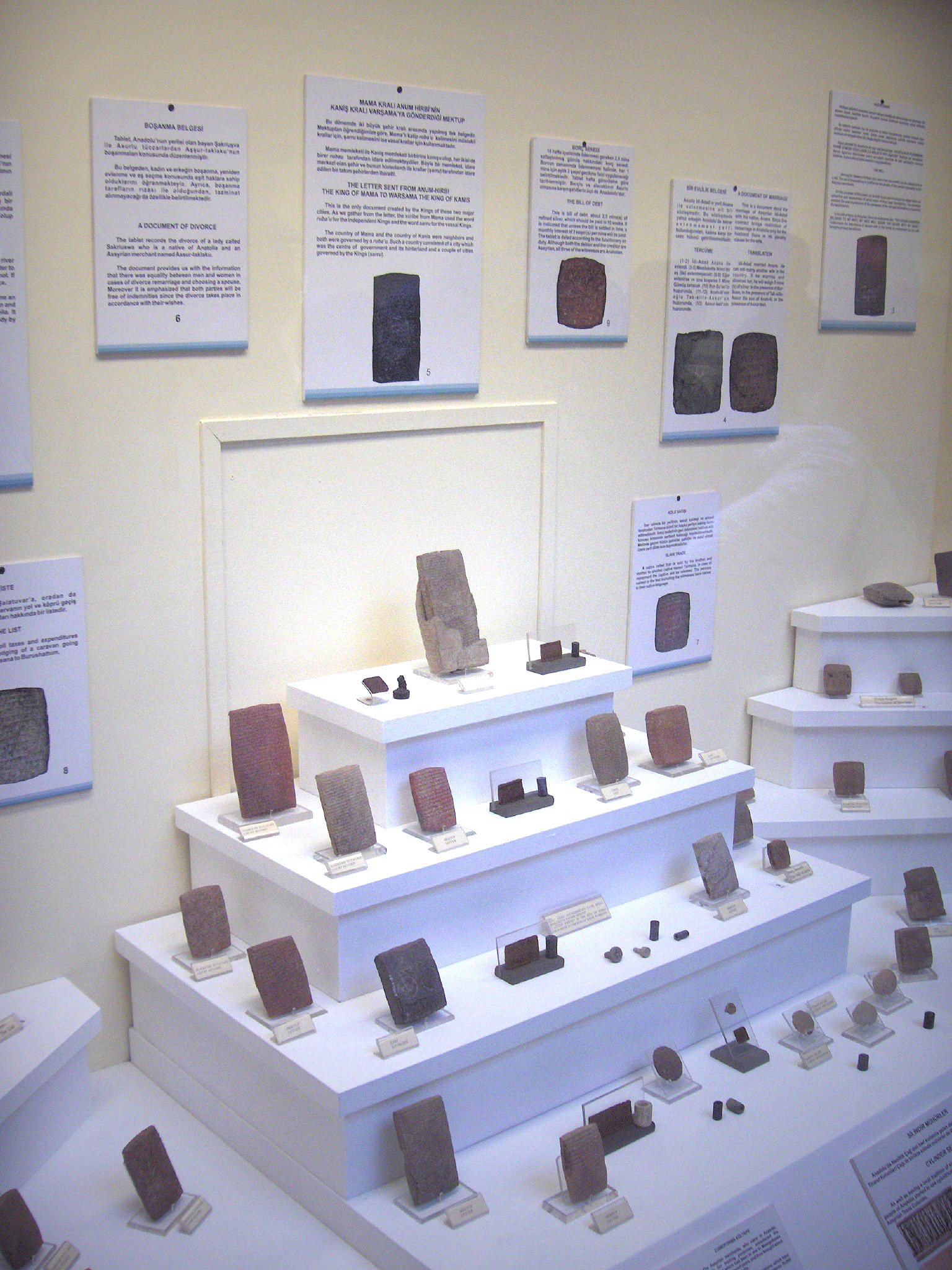
Tavolette incise di terracotta ritrovate nel karum di Kaneŝ

L'attività dei mercanti assiri in Anatolia era inserita in una rete di vendita di dimensioni molto grandi, che si svolgeva su distanze molto lunghe. Gli Assiri vendevano in Anatolia lo stagno che importavano dall'altopiano iraniano e dall'Asia centrale. Con questo commercio si realizzavano notevoli profitti: la stessa quantità di stagno valeva il doppio in argento in Anatolia rispetto ad Assur. Questo stagno veniva fuso con il rame estratto in Anatolia per ottenere il bronzo. Gli Assiri importavano anche tessuti, che venivano prodotti in patria dalle loro mogli e dalle figlie, oppure nel sud della Mesopotamia (la presenza di commercianti assiri sono documentati in testi contemporanei rinvenuti a Sippar) e transitavano attraverso Assur. Anche in questo caso i profitti erano molto importanti ed alcuni commercianti arrivavano a triplicare i loro investimenti.
Il commercio assiro dipendeva anche dai prodotti che i commercianti portavano ad Assur dall'Anatolia. Il principale prodotto esportato dall'Anatolia era l'argento, che i mercanti ottenevano in cambio dello stagno con i profitti visti in precedenza. Anche piccole quantità di oro seguivano queste vie commerciali, ma in quantità molto più piccole. In questo sistema Assur e Kaneŝ giocavano il ruolo di snodi commerciali che ridistribuivano le merci che transitavano nei loro karum. Questi erano i due capisaldi che alimentavano una rete di decine di mercati secondari. Il viaggio tra le due città era molto lungo: più di 1200 chilometri in circa 50 giorni di viaggio (a 25 km al giorno). La prima parte del viaggio andava da Assur fino a Tell Leilan (capitale del regno di Apum) sulle strade che collegavano la valle dell'Eufrate a quella del Khabur. La seconda tappa andava da Apum ad Abrum attraversando l'Eufrate, la terza tappa risaliva di nuovo verso la catena montuosa del Taurus nella Valle dell'alto Eufrate, per giungere infine in Cappadocia ed a Kanesh. Le carovane erano composte da asini, in grado di trasportare fino a 90 kg di carico (3 sacchi di minerale del peso di circa 30 kg, o una trentina di rotoli di stoffa). Una carovana poteva essere composta fin da 300 asini ma ogni mercante possedeva al massimo dai sei ai dieci asini del convoglio. Le strade erano percorribili solo d'estate: il primo convoglio partiva da Assur all'inizio della primavera e l'ultimo ritornava prima dell'inverno. I costi del trasporto erano molto alti ed a questi si aggiungevano le spese per i dazi richiesti dai paesi attraversati, che riducevano considerevolmente il reddito dal commercio.

#### Reti familiari e associazioni di mercanti
Il sistema commerciale assiro era organizzato su base famigliare, ogni famiglia costituiva una sorta di "impresa" in cui ogni membro aveva un ruolo specifico. Un modello di famiglia di mercanti di Assur può essere riassunto così: il capo della famiglia gestisce l'azienda da Assur, mentre suo figlio maggiore dirige la filiale di Kanesh, dove gestisce gli affari relativi alla Cappadocia; gli altri fratelli in età idonea ai commerci sono collocati in altri mercati secondari; la madre, assistita dalle sorelle non sposate, tesse le stoffe che vengono esportati in Anatolia. I commercianti che risiedevano la maggior parte dell'anno in Anatolia usualmente prendevano in moglie anche una donna di estrazione locale, in aggiunta alla loro moglie principale che restava in Assur. Ma questo sistema non era sufficiente in tutti i casi, ed era frequente che i commercianti si unissero fra loro per una spedizione commerciale più impegnativa in modo da poter disporre di un maggior capitale da investire. Spesso il prestito commerciale (per le grandi imprese) veniva fornito dai capi delle famiglie più ricche. Esistevano però anche dei contratti che costituivano delle vere associazioni commerciali. Alcuni erano validi per un solo viaggio, cioè per breve termine, con una ripartizione per contratto dei costi e dei benefici nonché le eventuali perdite. Altri erano a un più lungo termine come l'associazione-narruqum, che deriva il suo nome dalla borsa di pelle in cui i partner versavano il denaro per la spedizione prima di assumere un agente. Questi aveva anche il compito di distribuire i profitti secondo le quote versate dai soci ed in base a regole specifiche: 1/3 per l'agente, e 2/3 ai finanziatori.
C'era dunque un piuttosto un complesso insieme di persone con varie specializzazioni, che si trovava coinvolto in questo commercio. Ogni punto di vendita aveva i suoi mercanti, i suoi rappresentanti delle "imprese" famigliari, i suoi finanziatori, i suoi cammellieri (capicarovana e subordinati), insomma una vera e propria micro-società che ruotava attorno al commercio ed ai suoi profitti.

#### Liti e frodi
Non sempre gli affari andavano bene, ed è normale che alcuni di questi finissero con un processo a causa del non rispetto dell'accordo da una parte di un contraente, a volte con la complicazione della morte di uno dei partner. Molti documenti si riferiscono tali casi. Alcuni commercianti cercavano anche di contrabbandare le merci per pagare meno dazi: Alcune lettere erano raccomandazioni dei padri ai loro figli su come riuscire ad evadere i dazi. Si potevano nascondere alcuni oggetti del carico per dissimularne il valore, magari con l'aiuto di complici indigeni. Un'altra soluzione era quella di evitare le vie tradizionali attraversando strade meno utilizzate e meno praticabili con un viaggio più lungo e più pericoloso (perché meno protetti rispetto alle vie principali) ma anche meno costoso. Probabilmente erano alternative che consentivano alti profitti (se tutto andava bene) visto che in molti mercanti scrivevano di averle provate.

### Anitta
La fine del periodo delle registrazioni dei documenti assiri corrisponde ad un cambiamento della situazione politica in Anatolia: la regione è spinta verso l'unificazione dall'azione dei governanti della città di Kuššara situata ad Est di Kanesh, il re Pithana e poi suo figlio e successore Anitta intraprendono una serie di guerre di invasione che portano alla distruzione di molti dei piccoli regni anatolici.
Pithana attaccò e conquistò Kanesh nel periodo storico corrispondente al principio del livello Ib (1750 ca), "nella notte, con la forza", ma "non fece del male a nessuno" (dal Proclama di Anitta).
Conquistata Kanesh, Pithana sì era dunque trovato improvvisamente a capo di un regno che controllava i commerci verso l'Assiria ed era divenuto il più importante dell'area centro anatolica.
Alla morte del re (attorno al 1745) ascese al trono suo figlio ed erede, il principe Anitta; Kanesh si ribellò al nuovo sovrano che tuttavia sedò la rivolta, riconquistò la città e fece addirittura di Kanesh la propria capitale.
La seconda metà del 18^ secolo in Anatolia è fortemente segnato dall'espansionismo di Anitta che spinge il regno nesita ad affermarsi come il regno di riferimento dell'area; il re, probabilmente per ragioni legate al controllo delle rotte commerciali verso la Mesopotamia, sposta le sue mire verso Nord ed attorno al 1729 intraprende una nuova guerra contro un'alleanza di stati posti a Nord del fiume Marassantiya, a capo della quale erano i sovrani di Zalpuwa e di Hatti.
Anitta sconfisse la lega di stati nemici e fece prigioniero il re Huzziya di Zalpuwa, città che occupò, mentre distrusse e maledisse Hattusa, azzerando probabilmente la dinastia del re Piyusti. Come vendetta della sconfitta patita un secolo prima dai nesiti, riportò in patria la statua del dio Sius, ricollocandola a Kanesh.
Lo stato fiorente di Purushanda, posto ad Ovest, si consegnò spontaneamente ad Anitta, prima che il condottiero scendesse in guerra assaltandolo: Anitta confermò il sovrano come governatore della città, che entrò così a far parte del regno nesita.

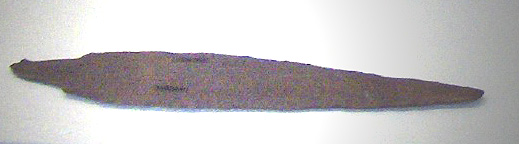
Punta di lancia con iscrizione dedicata al re Anitta ritrovata a Kaneŝ

Nonostante il suo regno avesse proporzioni equiparabili solo al dominio del coevo Hammurabi di Babilonia, il progetto di Anitta di unificare l'anatolia sotto un unico re riuscì solo in parte e la situazione politica rimase in molte zone incerta; incursioni da Est di tribù Hurrite misero a repentaglio i territori Nesiti.
Attorno al 1710, sotto re Zuzu, forse figlio di Anitta, Kanesh cadde: le ipotesi più accreditate oggi sono appunto un assalto hurrita da Est oppure un contrattacco improvviso della città di Salatiwara, posta ad Ovest dei territori nesiti, nei pressi della classica Gordio e dell'odierna Ankara, nemica tradizionale più volte sconfitta da Anitta. La città fu devastata, il regno nesita cadde e la dinastia di Pithana improvvisamente scomparve.
In conseguenza di questo inatteso tracollo, la sicurezza e la manutenzione delle vie commerciali declinò cosa che impedì il ritorno dei commercianti assiri; il Karum di Kanesh, distrutto con la città, non sarà più ricostruito.

### Il periodo ittita
Da anni gli storici dibattono su come si sia passati dalla dinastia regale di Pithana ed Anitta all'antico regno ittita, che in larga parte dei territori governati dai nesiti si insediò in quegli anni; se cioè vi sia stata una qualche forma di continuità familiare che, caduta Kanesh, abbia agevolato questo avvicendamento come forza egemone dell'area, ma la risposta certa non è ancora stata fornita.

Testi burocratici nesiti del periodo di Zuzu ci danno notizia di un alto funzionario di corte, tale Tudhaliya di Kussara, che svolgeva la funzione di Rab šaqē, "Capo Coppiere" (in Ittita GAL LÚSAGI), una posizione elevata, non militare, riservata ai membri della famiglia reale di cui questi certamente faceva parte; in un cruciale testo ittita, la cosiddetta "lista delle offerte C", troviamo riferimento ad un altro Tudhaliya: 
 quale padre del re PU-Sarruma.
Per coincidenza cronologica e linguistica, secondo molti studiosi, che aderiscono a una intuizione lanciata per primo da Forlanini, i due Tudhaliya potrebbero essere la stessa persona ed il punto di contatto e confluenza, sul finire del 18^ secolo, tra la dinastia reale di Kanesh e Kussara, prossima ad estinguersi, e quella ittita che stava sbocciando.
Nel XVII secolo a.C., il re ittita Labarna II trasferì la capitale del regno nella ricostruita città di Ḫattuša (città che Anitta aveva distrutto e maledetto) e per questo assunse il nome di Hattušili I. Neša rimase comunque un'importante città del regno ittita, residenza di un ramo della famiglia imperiale ed intimamente legata alla nascita dell'impero ittita. Gli Ittiti chiamavano la loro lingua nešili, ovvero 'il linguaggio di Neša'. Il tempio della cittadella risale al livello del periodo imperiale ittita (secoli dal quattordicesimo al dodicesimo a.C.). Un racconto tradizionale ittita, chiamato Testo di Zalpa  (CTH 3), riporta nuovamente alla città la tradizione sulle origini degli Ittiti. Nel 1180 a.C. con il crollo dell'impero ittita anche la città di Kanesh verrà conquistata e distrutta. La città non si riprese più anche se vi sono tracce di un nuovo insediamento in epoca frigia che persistette durante il periodo ellenico fino all'epoca romana (livelli III-II-I del sito).

## Archeologia
I primi scavi nel sito Kültepe furono realizzati da razziatori clandestini durante la seconda metà del XIX secolo. Le tavolette trafugate furono vendute sul mercato di Kayseri nel 1881, attirando l'attenzione dei ricercatori, che le identificarono come provenienti da un unico sito, corrispondente all'antica Kaneŝ. Benno Landsberger nel 1924 identifica il sito come quello di Kültepe, che era già stato scavato da ricercatori francesi (in particolare E. Chantre nel 1893-94) e tedeschi senza risultato.
L'anno seguente, il filologo ceco Bedrich Hrozny trova finalmente l'area della zona del mercato vecchio (il karum), dove rinviene un migliaio di tavolette. Gli scavi ripresero dopo circa venti anni sotto il controllo degli archeologi turchi dopo il 1948, e da quel momento il sito di Kültepe è stato sottoposto a scavi annuali con continui ritrovamenti di nuove tavolette.
Gli scavi ufficiali a Kültepe furono condotti da Tahsin Özgüç dal 1948 fino alla sua morte nel 2005.
Gli scavi effettuati nella zona del karum di Kaneŝ hanno permesso di individuare 18 strati corrispondenti a diversi periodi storici:
- Livelli XVIII-XI insediamenti relativi all'età del bronzo (terzo millennio a.C.). Piccoli scavi sono stati condotti fino a questi livelli che corrispondono al sito della prima edificazione della città. Non si sono trovati documenti scritti in questi livelli per cui si presume che in questa prima fase storica gli abitanti non conoscessero la scrittura.
- Livello X o Karum IV è il più antico livello dell'antico mercato, nessuna tavoletta scritta è stata trovata in questo livello e nel successivo, solo alcune bolle reali.
- Livello IX o Karum III corrisponde circa al XXI sec. a.C.
- Livello VIII o Karum II dal 1974 a.C. al 1836 a.C. (in base alla cronologia mesopotamica intermedia secondo Veenhof seguita in queste pagine). Gli artigiani di questo tempo e luogo si specializzano nella produzione di bicchieri di terracotta a forma di animali, utilizzati spesso per riti religiosi, i Rhyton. Durante questo periodo, i mercanti assiri si stabilirono in una colonia mercantile (karum) nei pressi dell'antica città di "Kaneŝ". Bolle dei re assiri Erishum I ed Naram-Suen sono state trovate al limite di questo livello (Ozkan 1993). La città di questo livello fu rasa al suolo.
- Livello VII o Karum Ib dal 1798 a.C. al 1740 a.C. Dopo un intervallo di abbandono di 4 decenni, la città fu ricostruita sulle rovine del vecchio sito, e di nuovo divenne un prosperoso centro commerciale. Questo commercio era sotto il controllo del re Ishme-Dagan, e poi posto sotto il controllo di Assur quando suo padre, il re Shamshi-Adad I conquistò Ekallatum e Assur. La colonia fu nuovamente e definitivamente distrutta da un incendio al termine di questo periodo.
- Livello VI o Karum Ia che corrisponde all'insediamento ittita dal XVI al XV sec. a.C. La città fu ripopolata, ma non la colonia assira. La cultura prevalente divenne quella ittita. Il nome della città in ittita divenne "Kaneša", più comunemente contratto in "Neša".
- Livelli V-IV che corrisponde al periodo neoittita dal XVI al XI sec. a.C.
- Livello III che corrisponde al periodo ellenistico (dal IV al II sec. a.C.)
- Livelli II-I che corrispondono al periodo romano (I sec. a.C.)

Alcuni studiosi attribuiscono l'incendio del VIII livello (Karum II) alla conquista della città di Assur da parte del re di Eshnunna, Bryce (vedi bibliografia) lo collega al raid del re di Zalpuwa, Uhna. 
Alcuni studiosi attribuiscono l'incendio del livello Ib alla caduta del regno di Assiria nelle mani di re vicini, eventualmente Hammurabi di Babilonia.
Il corpus dei testi forniti dal karum di Kanesh porta a considerare questo sito tra i più prolifici del Vicino Oriente antico: circa 22000 tavolette. Di queste quasi 5.000 tavolette e frammenti sono stati scoperti prima del 1948, oltre tre quarti provenienti da scavi illegali e si trovano custudite in collezioni sparse. Il resto dei reperti, scoperto dal 1948 in poi, è custodito nel museo di Ankara. A parte una manciata di tavolette rinvenute nel palazzo reale, la maggior parte della documentazione è costituita dalla corrispondenza d'affari che i commercianti della città-stato di Assur scambiavano con i loro referenti in Anatolia.

### Ilkârum

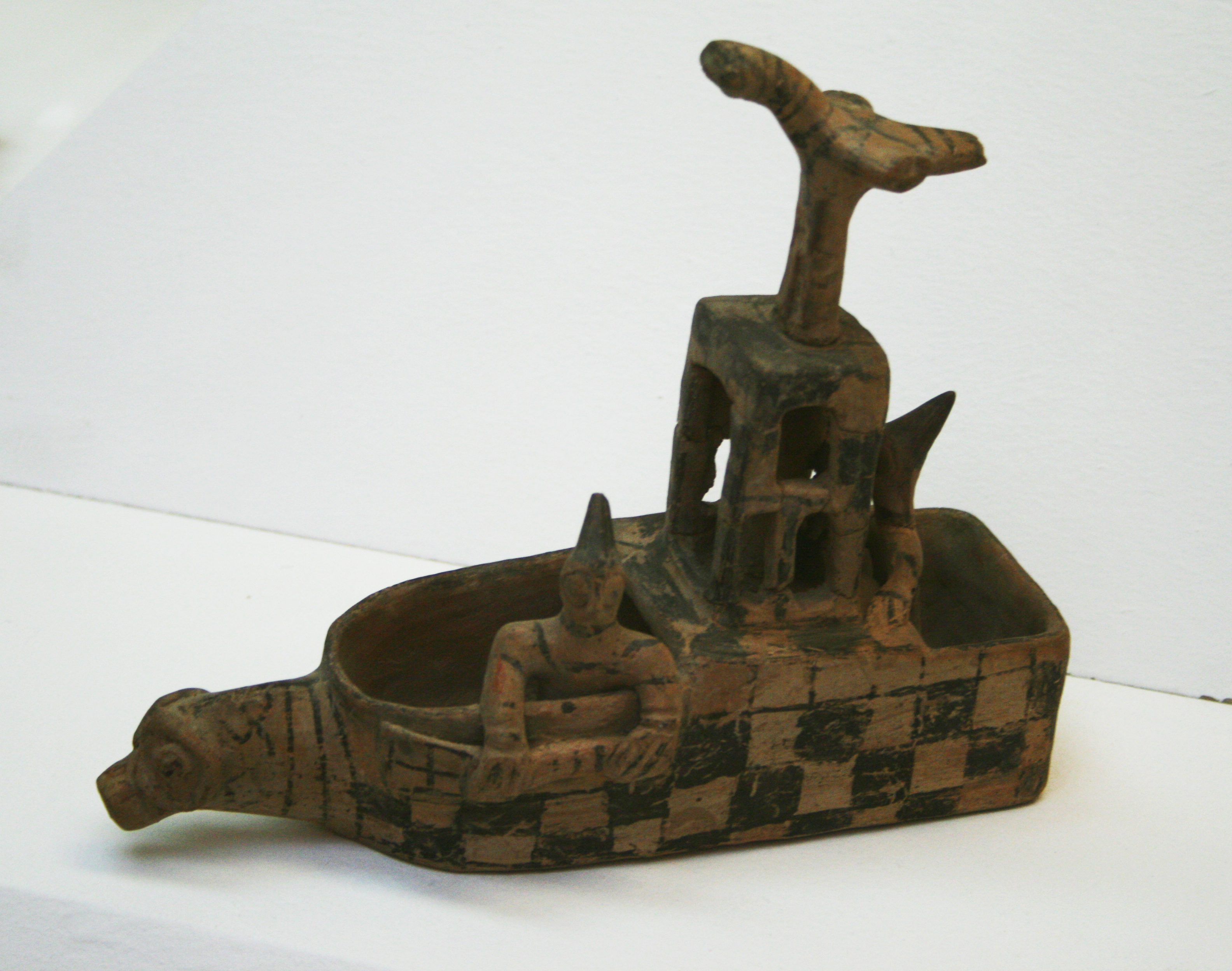
Rhyton a forma di barca ritrovato nel karum di Kanesh

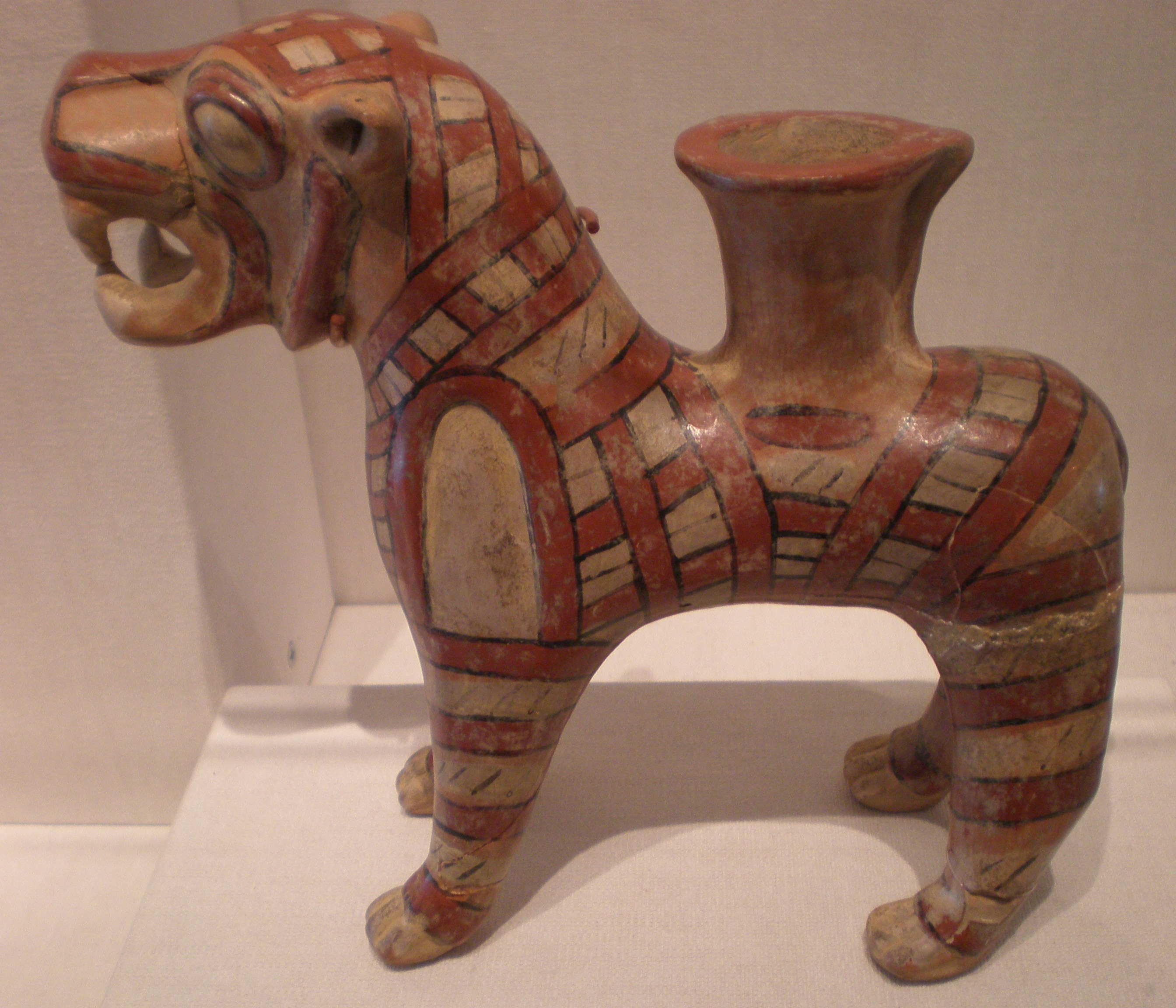
Rhyton a forma di Leone ritrovato nel karum di Kanesh

Il quartiere della città di maggior interesse per gli storici è il karum, "città-colonia di mercanti kanes" in lingua assira. Il quartiere dei commercianti Assiri sorge sulla parte inferiore della collina di Kültepe, protetto da un recinto. Quattro livelli di occupazione sono stati identificati dagli archeologi, quello risalente al II millennio ha visto l'insediamento dei mercanti assiri. Questo livello è anche quello che ha restituito il più grande numero di tavolette. Il karum fu abbandonato nel periodo Ia che precede il periodo ittita.
Durante l'Età del Bronzo in questa regione, il karum era una parte della città collocata in periferia dai funzionari locali per ospitare i primi mercanti assiri senza pagamento di tasse, a condizione che le merci rimanessero all'interno del karum. Il termine karum significa "porto" in accadico, la lingua franca del tempo, anche se è stato esteso per riferirsi a qualsiasi colonia commerciale anche lontana dal mare.
Molte altre città in Anatolia avevano un karum, ma il più grande e famoso era quello di kanes. Questo importante karum fu abitato da soldati e mercanti dell'Assiria per centinaia di anni, che scambiavano stagno e lana con beni di lusso, prodotti alimentari, spezie e tessuti provenienti dall'Assiria e da Elam.
I resti di Kanesh costituiscono un grande tumulo circolare che si erge circa 20 metri sopra la pianura (un Tell), la cittadella, di 500 metri di diametro, ne costituisce la sommità, il karum si trova subito a nordest di questa.
Il sito di Kanesh è il risultato di diversi periodi di sovrapposizione stratigrafica. Nuovi edifici sono stati costruiti sopra i resti dei periodi precedenti, quindi esiste una progressiva stratigrafia dalla preistoria al primo periodo ittita.
Il quartiere dei mercanti era un luogo relativamente aperto, attraversato da ampie vie intervallate da spazi più ampi, tipo piazze. Le case erano raggruppate in isolati. Gli edifici presentano una caratteristica divisione con uno spazio centrale diviso in tre ambienti: i magazzini (che conservavano anche gli archivi), un ufficio e l'abitazione. Alcuni avevano un piano superiore. Altre case più piccole avevano solo due stanze, possibilmente con un piccolo giardino.
Il materiale archeologico rinvenuto nelle case è sempre di tipo anatolico. Sono stati ritrovati numerosi utensili: vasi di ceramica, rhyton (contenitori per vino e bevande) spesso zoomorfe (leoni, aquile), ed anche oggetti di metallo.

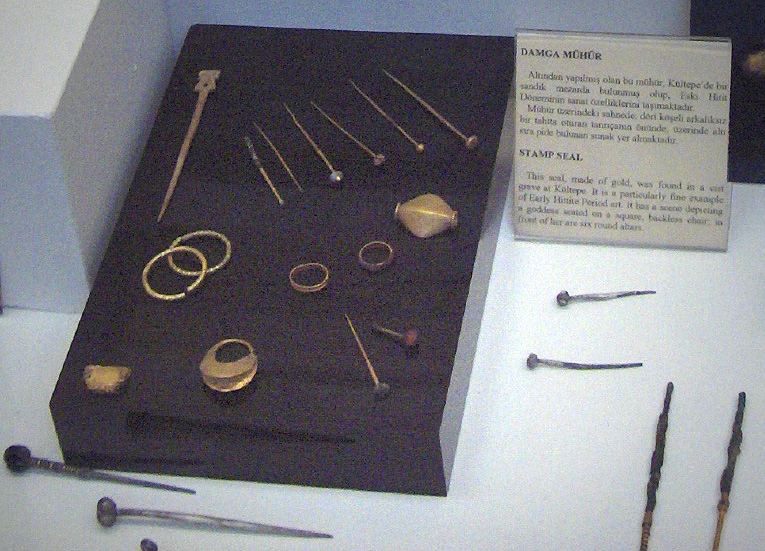
Gioielli e spille ritrovati nel karum di Kanesh

Le tombe erano poste sotto le case, e anche al loro interno sono stati trovati alcuni oggetti (armi, gioielli, piatti). Sono i ritrovamenti di tavolette in lingua paleoassira che permettono di distinguere gli edifici abitati da mercanti assiri, che si trovano nella parte nord, da quelli dei mercanti anatolici che si trovano nel versante sud. I testi erano conservati in vasi, cestini, scatole, o su scaffali. Sono stati ritrovati anche numerosi laboratori artigianali: ceramisti, fonderie per i metalli, lavorazione della pietra. Gli archeologi credono anche di aver identificato alcune taverne. Tuttavia è stato individuato nessun edificio pubblico o religioso, anche se sono citati nei testi.
Il karum fu distrutto da un incendio alla fine di entrambi i livelli II e Ib. Gli abitanti fuggirono abbandonarono gran parte dei loro beni che ora vengono ritrovati dagli archeologi moderni.
I ritrovamenti comprendono un numero enorme di tavolette di argilla cotta, alcuni che sono stati racchiusi in buste di argilla marchiate usando sigilli a cilindro.
Questi documenti registrano attività comuni come il commercio ed accordi giuridici. Essi registrano scambi tra la colonia assira e la città-stato di Assur, così come gli scambi tra commercianti assiri e popolazione locale.
Il commercio era gestito da famiglie di mercanti e non direttamente dallo stato assiro. Questi Testi di Kültepe sono i più antichi documenti scritti in Anatolia. Anche se sono scritti in lingua accadica, i termini tecnici ittiti ed i nomi in questi testi sono la più antica registrazione di una lingua indoeuropea (si veda anche Ishtar).
Anche se la maggior parte delle testimonianze archeologiche ritrovate è tipica dell'Anatolia, piuttosto che Assira, l'uso della scrittura cuneiforme così come il dialetto utilizzato sono le migliori indicazioni della presenza assira.

### La cittadella ed il palazzo reale
La sommità della collina (tell) domina la pianura di circa venti metri e contiene le rovine della cittadella che fu costruita intorno alla metà del terzo millennio. Sono stati trovati i livelli del periodo dell'Impero ittita, ma gli scavi hanno riguardato principalmente l'epoca pre-ittita, nel palazzo chiamato "Sarayi Waršama", dal nome di uno dei re di Kanesh del secondo periodo Assiro. Questo palazzo fu incendiato, ma vi sono state comunque trovate travi in legno che hanno permesso nel 2003 ai ricercatori della Cornell University di individuare la data della sua costruzione con il metodo della dendrocronologia: il palazzo fu costruito intorno al 1836-1825 a.C., e restaurato fra il 1775 ed il 1764 a.C.